# Omedu
Omedu est un village de la commune de Kasepää du comté de Jõgeva en Estonie. Au 31 décembre 2011, il compte 77 habitants. Le village, long de six kilomètres, est situé entre le lac Peipsi et la rivière Omedu, à 8 km au sud de Mustvee, aux coordonnées géographiques 58° 46' N 27° 0' E.